# Mulgikapsad

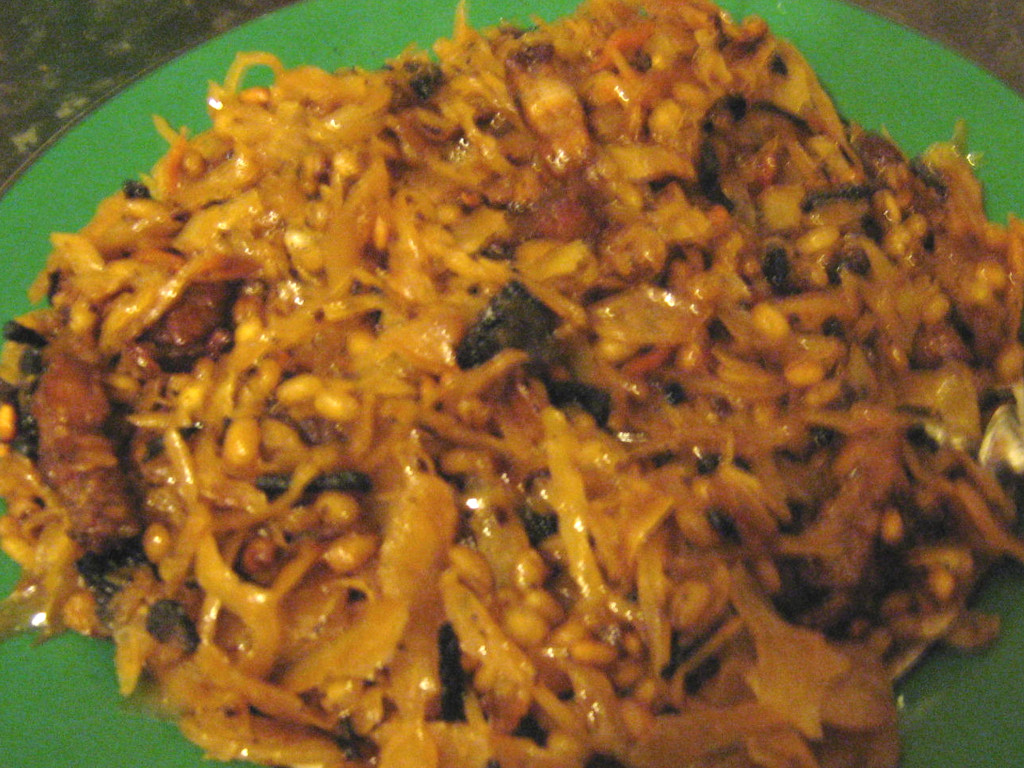
Mulgikapsad

Mulgikapsad ein Nationalgericht der Estnischen Küche aus Sauerkraut und Schweinefleisch. 
Typisch für die Estnische Küche sind Speisen aus Gemüse und Getreideerzeugnisse, die zusammen zubereitet werden. Zur Vorbereitung schneidet man fettes Fleisch (Schweinebauch, Schweinekamm) in große Würfel sowie Zwiebeln in feine Streifen oder Würfel. Das Fleisch wird auf den Boden eines Topfes oder einer Pfanne verteilt, darauf das Sauerkraut geschichtet und anschließend mit Perlgraupen bedeckt. Die Masse wird abschließend mit Wasser oder Brühe bedeckt und im Backofen offen gegart. Zum Würzen werden typischerweise nur Zucker und Salz, keine Kräuter oder Gewürze verwendet. Parallel werden die Zwiebeln (ggf. mit Speck) gebraten. Zum Anrichten gibt man die Zwiebeln auf das Sauerkraut.
Es steht auf der Liste des estnischen Kulturerbes.